# William Blount

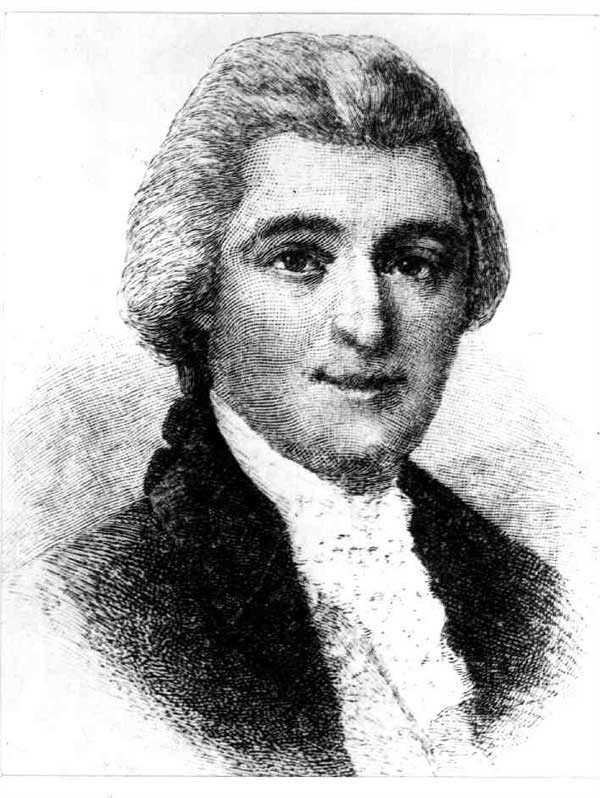
William Blount

William Blount, född 1749 i Bertie County, North Carolina, död 21 mars 1800 i Knoxville, Tennessee, var en amerikansk politiker (demokrat-republikan). Han var en av USA:s grundlagsfäder i och med att han representerade North Carolina vid det konstitutionella konventet och var med om att underteckna USA:s konstitution. Blount representerade delstaten Tennessee i USA:s senat 1796-1797.
Blount deltog i amerikanska revolutionen. Han gifte sig 12 februari 1778 med Mary Grainger.
Blount representerade North Carolina i kontinentala kongressen 1782-1783 och 1786-1787. Han gick med på att underteckna konstitutionen i egenskap av delegat vid det konstitutionella konventet 1787 i Philadelphia. Han var guvernör i Sydvästterritoriet (Territory South of the River Ohio) 1790-1796. När Tennessee 1796 blev delstat, valdes Blount och William Cocke till de två första senatorerna. Blount avskedades från senaten med rösterna 25-1 i juli 1797. Han var misstänkt för att ha samarbetat med britterna i deras strävan att erövra spanskt territorium.
Blounts grav finns på First Presbyterian Church Cemetery i Knoxville. Han var halvbror till Willie Blount som var guvernör i Tennessee 1809-1815. Blount County, Tennessee har fått sitt namn efter William Blount.